# Союз художников СССР
О́рдена Ле́нина Сою́з худо́жников СССР (СХ СССР) — творческий союз, который в период существования Советского Союза объединял советских художников и искусствоведов.
Союз художников преследовал цель «создания идейных, высокохудожественных произведений искусства всех видов и жанров и трудов по искусствознанию, содействие строительству коммунизма в СССР, укрепление связи членов СХ СССР с практикой коммунистического строительства, развитие социалистического по содержанию и национального по форме искусства народов СССР, утверждение идеалов советского патриотизма и пролетарского интернационализма в деятельности советских художников».

## История
Первая выставка общества «Союз советских художников» открылась 15 апреля 1931 года в Москве в помещении выставочного зала товарищества «Художники» (ул. Кузнецкий Мост, 11).
Союзы советских художников в союзных и автономных республиках, краях, областях и городах образовались в разное время на основе постановления ЦК ВКП(б) от 23 апреля 1932 «О перестройке литературно-художественных организаций».
В 1957 году был создан единый СХ СССР, состоялся 1-й съезд. Были образованы высший руководящий орган — Всесоюзный съезд, а также исполнительные органы — Правление и Секретариат.
СХ СССР проводил совещания, конференции, выставки, организовывал и финансировал творческую работу, в том числе предоставлял членам бесплатно мастерские, организовывал творческие поездки по регионам.
Печатные органы: журналы «Искусство» (выходил с 1933 года; издавался совместно МК СССР и АХ СССР), «Творчество» (с 1957), «Декоративное искусство СССР» (с 1957).
В ведении СХ СССР находились Дирекция выставок, Экспериментальная студия, «Агитплакат», Художественный фонд СССР, издательство «Советский художник».
В 1968 году СХ награждён орденом Ленина.
Союз художников СССР прекратил своё существование в январе 1992 года на VIII съезде, определив своими правопреемниками Союзы художников 15 новых государств (в РСФСР правопреемником СХ СССР стали Союз художников России, Московский и Ленинградский союзы художников). Созданная в тот же день республиканскими СХ Международная конфедерация Союзов художников (будет закрыта по требованию Минюста в июле 2017) получила в собственность от СХ СССР 8 объектов, включая Центральный дом художника в Москве, художественный комбинат и хранилище творческих работ в Подольске, дома творчества «Сенеж» и «Хоста», московское издательство «Галарт»; остальные объекты собственности СХ СССР были отданы республиканским союзам («Правда», 26—27 января 2016).

### Руководство
Руководители Союза художников СССР по году назначения:
- 1939 — Герасимов, Александр Михайлович
- 1957 — Юон, Константин Фёдорович
- 1958 — Герасимов, Сергей Васильевич
- 1964 — Иогансон, Борис Владимирович
- 1968 — Белашова, Екатерина Фёдоровна
- 1971 — Пономарёв, Николай Афанасьевич
- 1988 — Васнецов, Андрей Владимирович

## Критика
Время от времени членов Союза художников СССР упрекали в «стукачестве». К примеру, Михаил Шемякин неоднократно заявлял о сотрудничестве многих заслуженных членов Союза художников СССР с карательными органами, в гостях у Дмитрия Гордона он подчеркивал, что «КГБ диссидентов преследовал, допрашивал и сажал не по своей инициативе», а по доносам и жалобам людей искусства друг на друга, позже художник на канале „Культура“ в передаче „Личное время“ так, на свой взгляд, объяснял непростые отношения, характерные для Союза художников СССР:

„…Союз художников жить вам на свободе не даст, и мы, органы, выполняющие карательные функции, вынуждены будем вас посадить“. Это не зависть, никакой зависти! Это был страх за этот пирог, вокруг которого танцевала вот эта вся банда художников, музыкантов, поэтов, то же самое происходило в Союзе композиторов, в Союзе литераторов. Поэтому, конечно, так сказать, вообще, Союз художников боролся вот за эти квоты, за мастерские, государство ежегодно у каждого художника, члена Союза художников, обязано было сделать закупку его работ. Творческие командировки, деньги на натуру — все это оплачивало государство! Естественно, молодых, интересных художников более солидные зубры преследовали, чтобы, не дай Бог, мы возникли на горизонте, и они понимали, звериным чутьем они чувствовали, что они отстали, они законсервированы в своем академизме, и если двинутся вперед молодые интересные художники — им крышка. Была борьба просто за это корыто знаменитое».— Михаил Шемякин, «Культура», «Личное время».